# 竹塹城迎曦門
竹塹城迎曦門是竹塹城現今唯一留存的城門，是中華民國國定古蹟。

## 歷史
新竹古地名竹塹，1826年，進士鄭用錫等人奏請改建竹塹城為磚石造城牆，並建四座城門，東門「迎曦門」、西門「挹爽門」、南門「歌薰門」、北門「拱辰門」，於1827年起興建，為期兩年建成。1902年日治時期，總督府開始實施「市區改正」，拆除竹塹城西南北三門及城垣，僅保留東門迎曦門。

## 建築
迎曦門為兩層樓建築，城樓下段稱為城座，高一丈九尺（約6公尺），以唐山石和條形花崗石石塊疊砌而成，城門洞為圓拱形，上方牆面鐫刻著時任淡水廳撫民同知李慎彝所題的「迎曦」二字，是城市的出入口；上層城樓原為木構造建築，經過多次改建，目前為混凝土造，城樓結構共二十四根立柱，屋頂部分為歇山重簷式構造。

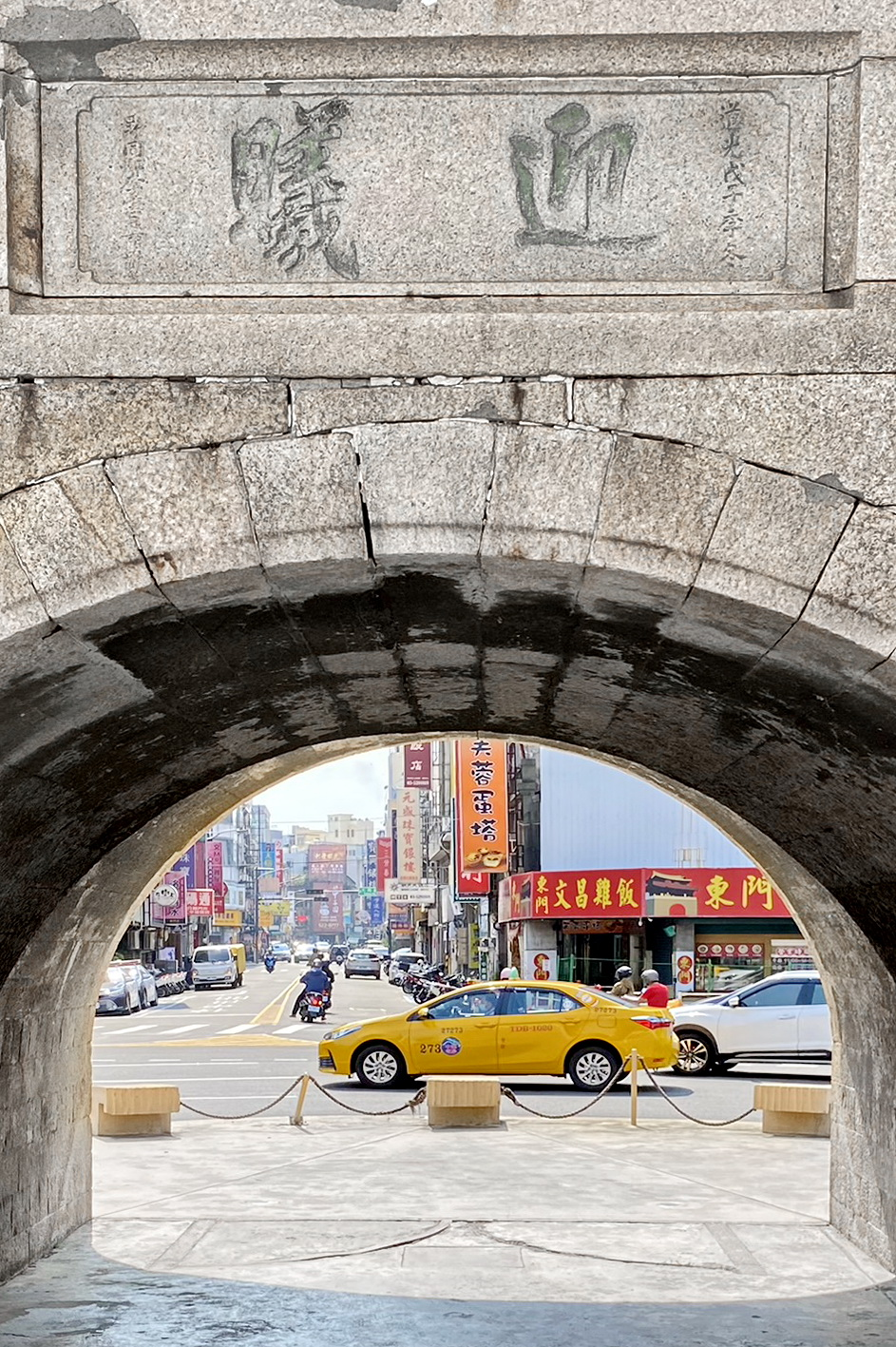
李慎彝所題
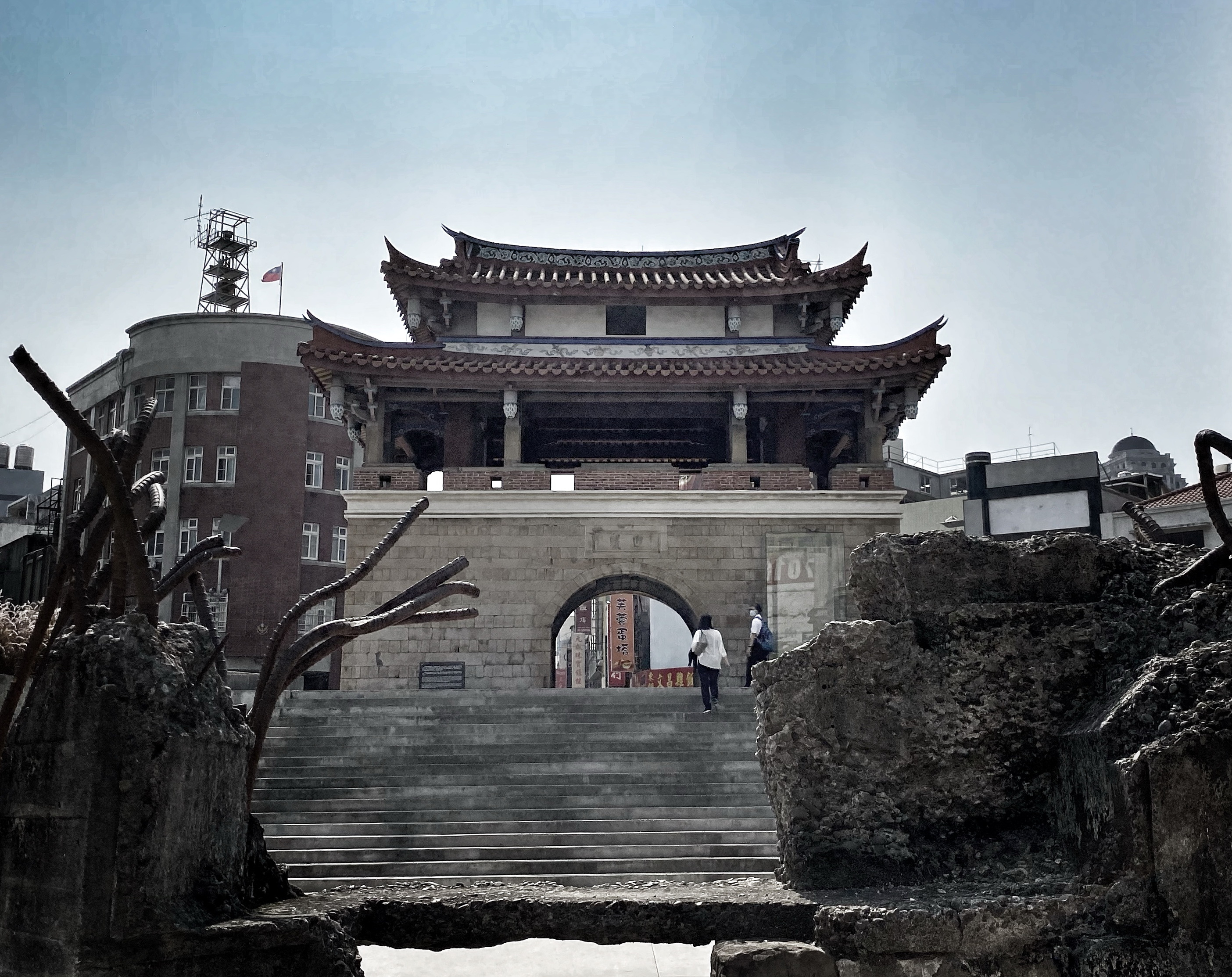
遠眺迎曦門